# S2-es busz (Budapest)
A budapesti S2-es (gyors S2-es) jelzésű autóbusz Kőbánya-Kispest, MÁV-állomás és a Csepeli strandfürdő között közlekedett 1982 nyarán. A vonalat a Budapesti Közlekedési Vállalat üzemeltette.

## Története
1962 nyarán, majd 1963. április 27-étől S2-es jelzésű strandjárat közlekedett Csepel, Tanácsház tér és a X. sz. révátkelő között. A járatot 1963. szeptember 15-én megszüntették.
1982. május 29-én kísérleti jelleggel strandjáratokat indított a BKV, S1-es jelzéssel Csepel, Tanácsház tér és a Csepeli strandfürdő, S2-es jelzéssel Kőbánya-Kispest, MÁV-állomás és a Csepeli strandfürdő, S3-as jelzéssel Újpalota, Felszabadulás útja és a Szabadság strandfürdő, illetve S4-es jelzéssel a Batthyány tér és Pünkösdfürdő között. 1982. szeptember 5-én jártak utoljára. A következő évben már nem indították el egyiket sem, kihasználatlanság miatt. A járatokon a bérlet nem volt érvényes, az S1-es buszra 1,5, a többire 3 forintért külön jegyet kellett váltani. Csak szombaton és vasárnap közlekedtek.

## Útvonala
| Csepeli strandfürdő felé | Kőbánya-Kispest, MÁV-állomás felé |
| --- | --- |
| Kőbánya-Kispest, MÁV-állomás vá. – Szabó Ervin utca – Kossuth tér – Báthori utca – Ady Endre utca – Hunyadi utca – Nagy Sándor utca – Jókai Mór utca – Kossuth Lajos utca – Ősz Szabó János utca – Erzsébet tér – Prieszol József utca – Széchenyi utca – Karmazsin utca – Petőfi utca – Prieszol József utca – Gubacsi felüljáró – Duna utca – Ady Endre utca – Kossuth Lajos utca – Koltói Anna utca – Táncsics Mihály utca – Széchenyi utca – Késmárki utca – Határ utca – Hollandi út – Csepeli strandfürdő vá. | Csepeli strandfürdő vá. – Hollandi út – Határ utca – Késmárki utca – Széchenyi utca – Táncsics Mihály utca – Tanácsház utca – Kossuth Lajos utca – Ady Endre utca – Duna utca – Gubacsi felüljáró – Baross utca – Kossuth Lajos utca – Török Flóris utca – Nagy Sándor utca – Hunyadi utca – Vörös Hadsereg útja – Simonyi Zsigmond utca – Bartók Béla utca – Kőbánya-Kispest, MÁV-állomás vá. |

## Megállóhelyei
| 0 | Kőbánya-Kispest, MÁV-állomás végállomás          | 8 | Kőbánya-Kispest 35, 48, 51, 68, 80, 85, 93, 93, 135, 136 |
| 1 | Kispest, Kossuth tér (↓) Vörös hadsereg útja (↑) | 7 | 50, 50A 48, 51, 68, 93, 135                              |
| 2 | Nagykőrösi út                                    | 6 | 13 51, 54                                                |
| 3 | Mártírok útja                                    | 5 | 99, 123                                                  |
| 4 | Ady Endre utca                                   | 4 | 30, 31, 52 23, 48, 59, 66, 166, 199                      |
| 5 | Baross utca                                      | 3 | 23, 48, 59, 199                                          |
| 6 | Sósfürdő                                         | 2 | 48, 51, 59, 148                                          |
| 7 | Koltói Anna utca                                 | 1 | 38, 38B, 48, 51, 52, 59, 59A, 71, 148, 159, S1           |
| 8 | Csepeli strandfürdő végállomás                   | 0 | 71, S1                                                   |